# 極東ロシア独立放送
極東ロシア独立放送（きょくとう- どくりつほうそう）は、1991年 - 1992年頃、ロシア連邦（1991年末まではソビエト連邦の構成共和国）のハバロフスクから行われたラジオ放送である。

## 概要
これまでソビエトでは放送局は「ゴステレ」（ソビエト国家ラジオ・テレビ放送委員会）の独占運営であったが、ソビエトの民主化政策の影響を受け、ゴステレ以外の独自の放送局（日本の民間放送相当）の参入が認められるようになった。それを受けて、これまでのモスクワ放送（現・ロシアの声）とは別の国際短波放送として、ロシア語・英語・日本語の3か国語を使って放送が行われた。
その後、1992年3月に「極東クリスチャン放送」に改組され、その際日本語の番組は放送が廃止され、英語・ロシア語の2か国語のみの放送に規模が縮小された。